# Into the Abyss
Pour plus de détails, voir Fiche technique et Distribution.
Into the Abyss est un film documentaire germano-américano-canadien de Werner Herzog sorti en 2011.

## Synopsis
En 2010, le cinéaste Werner Herzog interviewe aussi bien les familles de victimes d'un triple meurtre ayant eu lieu à Conroe, au Texas, que les accusés.

## Fiche technique
- Titre original : Into the Abyss: A Tale of Death, A Tale of Life
- Titre français : Into the Abyss
- Réalisation : Werner Herzog
- Scénario :
- Direction artistique :
- Décors :
- Costumes :
- Photographie : Peter Zeitlinger
- Son :
- Montage : Joe Bini
- Musique : Mark De Gli Antoni
- Production : Erik Nelson : producteur
- Société(s) de production : Creative Differences, Skellig Editions, Spring Hill Productions, Werner Herzog Filmproduktion : sociétés de production
- Société(s) de distribution :  IFC Films
- Budget :
- Pays d’origine :  Allemagne/ États-Unis/ Canada
- Langue : Anglais
- Format : Couleur - HDCAM
- Genre : Film documentaire
- Durée : 106 minutes
- Dates de sortie :
  - Canada : 8 septembre 2011 (Festival international du film de Toronto)
  - États-Unis : 11 novembre 2011 (limité)
  - France : 24 octobre 2012

## Distribution
Dans leurs propres rôles :
- Richard Lopez
- Michael Perry
- Damon Hall
- Lisa Stotler-Balloun
- Charles Richardson
- Jason Burkett
- Jared Talbert
- Amanda West
- Delbert Burkett
- Melyssa Thompson
- Fred Allen

## Distinctions

### Récompenses
- 2011 : Grierson Award du meilleur documentaire au Festival du film de Londres.

## Réception critique
Into the Abyss: A Tale of Death, A Tale of Life reçoit en majorité des critiques positives. L'agrégateur Rotten Tomatoes rapporte que 88 % des 43 critiques ont donné un avis positif sur le film, avec une bonne moyenne de 7,7/10 . La critique qui fait le plus consensus est « Werner Herzog offre un regard  probant et perspicace sur un sujet intéressant, le système carcéral américain, exploré avec passion et sans esprit partisan. » . L'agrégateur Metacritic donne une note de 78 sur 100 indiquant des « critiques positives » .